# Doug Burgum
Douglas J. "Doug" Burgum, född 1 augusti 1956 i Arthur i North Dakota, är en amerikansk republikansk politiker som sedan den 1 februari 2025 har varit USA:s inrikesminister. Han var North Dakotas guvernör mellan 2016 och 2024.
Burgum var länge verkställande direktör för Great Plains Software och efter företagsfusionen med Microsoft hade han en direktörsposition inom Microsoft. I guvernörsvalet 2016 vann han överlägset mot demokraten Marvin Nelson.
Burgum har uttalat sitt stöd för Dakota Access Pipeline.
Han gifte sig med sin första maka, Karen Stoker, år 1991 och skilde sig år 2003. De har tre barn. År 2016 gifte han sig med Kathryn Helgaas.
2023, så meddelade Burgum att han ställer upp i presidentvalet 2024. Dock drog han sig ur i december 2023.